# McLaren GT
Le McLaren GT è una vettura sportiva costruita dalla casa automobilistica britannica McLaren Automotive a partire dal 2019.

## Descrizione

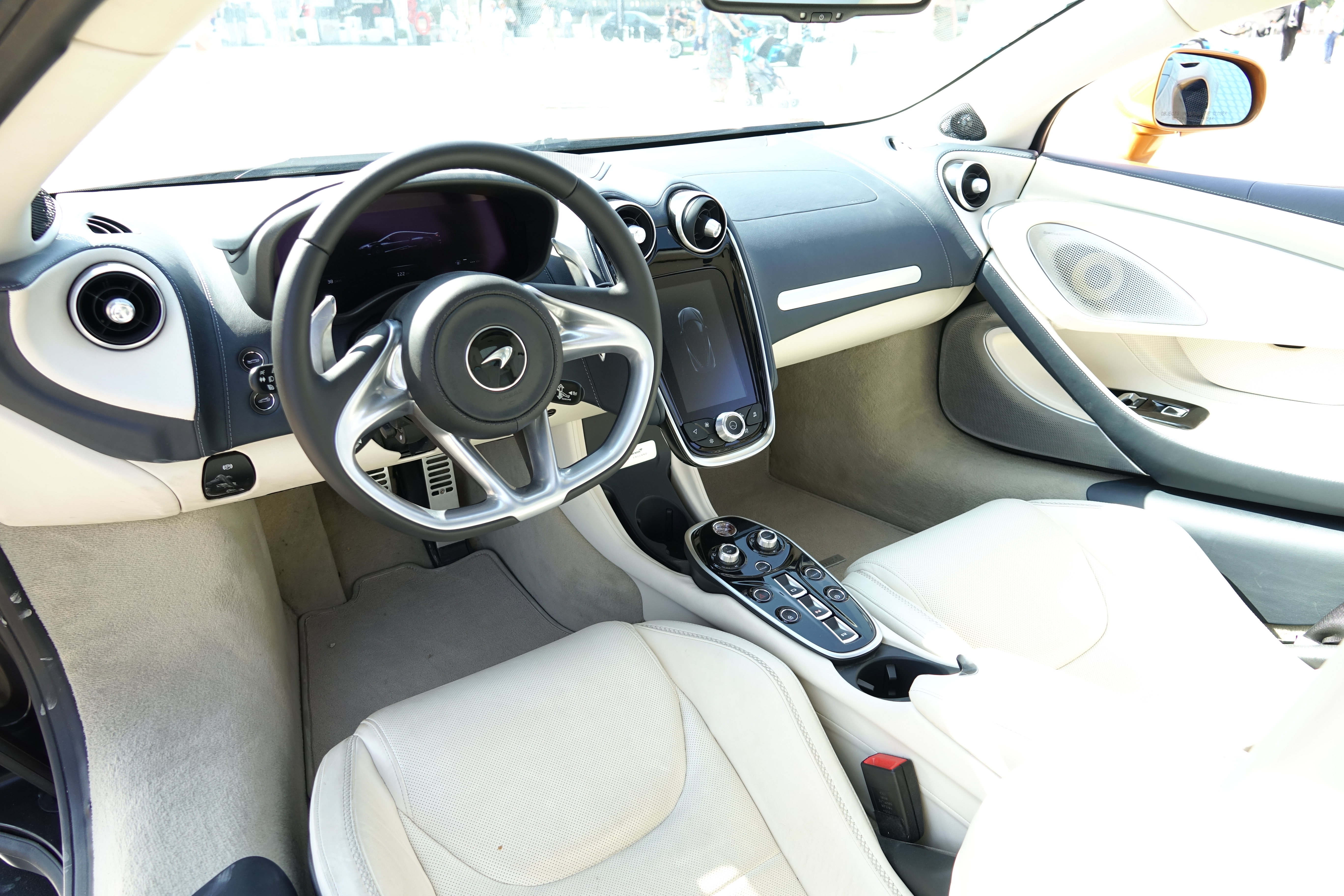
Gli interni

È la prima vettura con impostazione gran turismo dell'azienda inglese ed è basata sulla stessa piattaforma della McLaren Speedtail e 720S.
La GT monta una variante depotenziata del motore M840T V8 biturbo da 3 994 cc montato nella 720S,   denominato M840TE. Motore ha i turbocompressori più piccoli che offrono prestazioni inferiori rispetto alla 720S, ma garantiscono maggiore reattività ai bassi regimi. La GT ha una potenza di 620 CV a 7 000 giri/min e una coppia massima di 630 N m a 5.500 giri/min. Il sistema di sospensione della GT deriva dal quello della 720S.
La GT ha una velocità massima di 326,7 km/h e può accelerare da 0 a 200 km/h in 9 secondi.